# Stará řeka (přírodní památka)
Stará řeka je přírodní památka poblíž obce Horní Bludovice v okrese Karviná. Oblast spravuje Agentura ochrany přírody a krajiny ČR. Důvodem ochrany je zachování mrtvého ramene řeky Lučiny s výskytem ohrožených druhů živočichů, zejména obojživelníků a plazů.

## Fauna
Z obojživelníků zde vyskytuje : čolek obecný (Triturus vulgaris), čolek horský (Triturus alpestris), čolek velký (Triturus cristatus), ropucha obecná (Bufo bufo), skokan hnědý (Rana temporaria), skokan krátkonohý (Rana lessonae), skokan zelený (Rana esculenta), z plazů pak ještěrka obecná (Lacerta agilis) a užovka obojková (Natrix natrix), ptáky zastupují : ledňáček říční (Alcedo atthis) a volavka popelavá (Ardea cinerea).